# Kellinghusen
Kellinghusen – miasto w Niemczech, w kraju związkowym Szlezwik-Holsztyn, w powiecie Steinburg, siedziba urzędu Kellinghusen.